# La Belle et la Bête (opéra)
Pour les articles homonymes, voir La Belle et la Bête.
La Belle et la Bête est un opéra pour ensemble et film, composé en 1994 par Philip Glass, sur un livret (en français) du compositeur d’après le scénario du film de Jean Cocteau sorti en 1946. C'est le deuxième volet d'une trilogie en hommage au poète français après  Orphée  (1993) et avant Les Enfants terribles (1996). La première mondiale de l'œuvre a eu lieu le 4 juin 1994 à Séville sous la direction de Michael Riesman. 
L’œuvre a été jouée plus de 90 fois dans le monde, notamment à l'Académie de Musique de Brooklyn de New York le 7 décembre 1994 pour la première américaine, et à la Cité de la musique de Paris le 17 janvier 2003 pour la première française,. 

## Conception
Glass a eu l’idée de supprimer la bande sonore originale du film de Cocteau, y compris les voix des acteurs, pour replacer sa propre musique et les voix des chanteurs. Dans le but de faire correspondre à la perfection le chant avec les mouvements des lèvres des acteurs sur l’écran, il transcrivit l'intégralité des répliques et procéda à un repérage méticuleux afin que la musique épousât parfaitement l'image. 
Glass a ainsi chronométré chacun des mots des dialogues du film, par repérage électronique de la pellicule, et les a placés mathématiquement dans la partition puis a ensuite synchronisé musique et film à l’aide d'un ordinateur qui, chargé de trier les retards et les avancées des paroles dites et chantées, recalcula les signaux numériques de la bande audio sur le circuit numérisé du film. 
La réalisation scénique (sur trois plans différents: le film projeté sur un grand écran, les chanteurs sur une scène devant l’écran et les musiciens au premier plan) nécessite à la fois précision et synchronisation de la part de l’orchestre et des chanteurs. Pour cela, le metteur en scène Charlie Otte eu l’idée de présenter les chanteurs tournant le dos au public lorsqu’ils ne chantent pas, pouvant ainsi suivre leurs doubles cinématographiques sur l’écran.
La Belle et la Bête est écrit pour le Philip Glass Ensemble auquel sont rajoutés des cordes et des percussions ; l’orchestre comprend donc une flûte et une flûte piccolo, une clarinette et une clarinette basse, un saxophone soprano et un alto, deux trombones et un trombone basse, une harpe, deux synthétiseurs, des cordes et un percussionniste. L’effectif complet est de trente-deux musiciens, chanteurs compris.

## Personnages
| Rôle                                      | Type de voix  | Distribution à la création, 4 juin 1994 Direction : Michael Riesman |
| ----------------------------------------- | ------------- | ------------------------------------------------------------------- |
| Belle                                     | mezzo-soprano | Janice Felty (en)                                                   |
| La Bête/L'Officier du port/Avenant/Ardent | baryton       | Gregory Purnhagen                                                   |
| Le Père/L'Usurier                         | baryton       | John Kuether                                                        |
| Félicie                                   | soprano       | Ana María Martínez (en)                                             |
| Adélaïde                                  | soprano       | Hallie Neill                                                        |
| Ludovic                                   | baryton       | Zheng Zhou (en)                                                     |

## Structure
- Scène 1, Ouverture
- Scène 2, Les Sœurs
- Scène 3, La Demande en Mariage d'Avenant
- Scène 4, Le Voyage du Père
- Scène 5, Le Domaine de la Bête
- Scène 6, Le Retour du Père
- Scène 7, La Belle va au Château
- Scène 8, Le Dîner
- Scène 9, Les Tourments de la Bête
- Scène 10, Promenade dans le Jardin
- Scène 11, La Saisie des Meubles
- Scène 12, La Confiance de la Bête en la Belle
- Scène 13, Belle retourne chez son Père
- Scène 14, Belle raconte son histoire
- Scène 15, Le Plan
- Scène 16, La Passion d'Avenant
- Scène 17, Le Magnifique apparaît
- Scène 18, Le Miroir
- Scène 19, Le Pavillon
- Scène 20, La Métamorphose

## Discographie
- The Philip Glass Ensemble dirigé par Michael Riesman, enregistré en 1994. Warner (1995)[7],[8].

## Sources
- Jonathan Cott, Conversation avec Philip Glass à propos de La Belle et la Bête, livret du disque La Belle et la Bête, Nonsesuch Records, 7559-79347-2, (1995), p. 23
- Philip Glass; Philippe Manoury, Composer un opéra aujourd’hui : le vrai défi, Le Monde de la Musique, n° 200, (juin 1996), p. 73-74